# Plymouth, Ohio
Plymouth är en ort i Huron County i delstaten Ohio, USA.